# یواس‌اس ساکانداگا (ای‌اوجی-۴۰)
یواس‌اس ساکانداگا (ای‌اوجی-۴۰) (به انگلیسی: USS Sacandaga (AOG-40)) یک کشتی بود که طول آن 220 ft 6 in بود. این کشتی در سال ۱۹۴۴ ساخته شد.